# Amerika (singel)
Amerika är en singel av bandet Rammstein från albumet Reise, Reise. Låten behandlar ämnen såsom antiamerikanism och Coca-kolonisering. Låten har använts i serien Ugly Americans och en del av en coverversion har spelats live av bandet Coldplay.
Flake säger att han hoppas att amerikanarna gillar låten och att de finner den underhållande. Paul Landers och Oliver Riedel förklarar vidare att de ansåg att USA var så irriterande för tillfället och att bandet var tvungna att uppmärksamma detta på något sätt. Christoph Schneider säger att låten handlar om de krig USA var indragna i för tillfället, fastän bandet säger inte detta rakt ut. Detta gör att låten kan tolkas på många olika sätt, förklarar han.
| ”                     | Det är okej att alla kan titta på amerikanska filmer och lyssna till amerikansk musik, men när en kultur börjar exportera sina värden och försöker manipulera för sin egen personliga vinning, såsom i Irak, så är det bara för mycket. | „ |
| – Christoph Schneider | |   |

## Låtlista

### Tyska utgåvan
1. "Amerika" – 3:41
2. "Amerika (English Version)" – 3:40
3. "Amerika (Digital Hardcore Mix)" (Remix av Alec Empire) – 3:49
4. "Amerika (Western Remix)" (Remix av Olson Involtini) – 3:14
5. "Amerika (Andy Panthen & Mat Diaz's Clubmix)" – 4:05
6. "Amerika (Electro Ghetto Remix)" (Remix av Bushido & Ilan) – 4:32
7. "Amerika (So Kann's Gehen Mix)" (Remix av Jam & Spoon) – 7:31
8. "Mein Herz brennt Orchesterlied V" – 5:37

#### 2-spårs singel
1. "Amerika" – 3:41
2. "Amerika (Digital Hardcore Mix)" (Remix av Alec Empire) – 3:49

### UK Editions

#### CD-singel
1. "Amerika" – 3:41
2. "Amerika (Digital Hardcore Mix)" (Remix av Alec Empire) – 3:49
3. "Mein Herz brennt" – 4:40
4. "Ich will Orchesterlied VII" – 6:30

#### 7" Vinyl-singel
1. "Amerika" – 3:41
2. "Wilder Wein" – 5:43

#### DVD-singel
- Amerika (Musikvideo)
- Making of the Amerika-video
- Amerika (Audiofil)

### Australiensiska utgåvan
1. "Amerika" – 3:41
2. "Amerika (Digital Hardcore Mix)" (Remix av Alec Empire) – 3:49
3. "Amerika (Western Remix)" (Remix av Olson Involtini) – 3:14
4. "Amerika (Andy Panthen & Mat Diaz's Clubmix)" – 4:05
5. "Mein Herz brennt Orchesterlied V" – 5:37